# Eukoenenia angusta
Eukoenenia angusta är en spindeldjursart som först beskrevs av Hansen 1901.  Eukoenenia angusta ingår i släktet Eukoenenia och familjen Eukoeneniidae.

## Underarter
Arten delas in i följande underarter:
- E. a. angusta
- E. a. hindua
- E. a. tamula